# Весёлая семейка
«Весёлая семе́йка» — повесть Николая Николаевича Носова, написанная в 1949 году.

## Издания
Впервые повесть отдельной книгой вышла в «Детгизе» в 1949 году с подзаголовком «рассказ». В отдельном издании 1951 года («Детгиз») и в последующих выходила с подзаголовком «повесть».
Переведена на многие языки мира. По повести автором была написана пьеса в трёх картинах для школьного театра. Пьеса была опубликована в журнале «Затейник» № 10 1949 года.

## Сюжет
Повествование идет от лица школьника Коли. Он и его лучший друг Миша решили сделать инкубатор и вывести цыплят. В книге о птицеводстве они прочли об его устройстве, а за яйцами съездили в деревню. Соорудив небольшой инкубатор из подручных средств: ящик из фанеры, жестяная банка, электрическая лампа в качестве нагревателя, — друзья заложили яйца и повели отсчет дням. Цыплята должны были вылупиться через 21 день.
Так как за инкубатором нужно было постоянно следить (пока мальчики были в школе, следила младшая сестра Миши — Майка), друзья очень уставали, поэтому запустили учёбу и занятия в юннатском кружке. Другие пионеры критиковали их за неуспеваемость, пока не узнали, что Коля и Миша выводят цыплят. После этого одноклассники установили у инкубатора посменное дежурство, и Коля с Мишей вновь влились в учёбу. В день, когда предполагалось появление цыплят, они так и не вылупились. Но на следующий день оказалось, что ребята просто неправильно посчитали дни.
Из двенадцати яиц получилось десять цыплят. Но один из десяти, «номер пятый», оказался хилым и вскоре умер. Ребята решили отвезти остальных цыплят в деревню, к той женщине, что подарила им яйца.

О закадычных друзьях Мише и Коле Носов написал ещё несколько произведений: «Мишкина каша», «Дружок», «Наш каток», «Телефон», «Бенгальские огни», «Огородники» и «Тук-тук-тук».

## Экранизация
- По мотивам произведения в 1982 году вышел фильм «Живая радуга».